# Rich Swann
Richard "Rich" Swann (Baltimore, Maryland; 15 de febrero de 1991) es un luchador profesional estadounidense conocido por su paso por WWE, que trabaja actualmente para Impact Wrestling. Actualmente es el Campeón Mundial Peso Pesado de CZW.
Antes de esto luchó en empresas independientes como Evolve, Full Impact Pro (FIP), Pro Wrestling Guerrilla (PWG), Chikara, Combat Zone Wrestling (CZW), Dragon Gate, Dragon Gate USA y Jersey All Pro Wrestling.
Dentro de sus logros es cuatro veces Campeón Mundial siendo Campeón Mundial Peso Pesado de la FIP en dos ocasiones, Campeón Mundial de Impact en una ocasión, Campeón Mundial Peso Pesado de TNA en una ocasión como el último y Campeón Mundial Peso Pesado de CZw en una ocasión. También fue una vez Campeón en Parejas de la FIP una vez como Campeón Crucero de WWE y una vez como Campeón de la División X de Impact.

## Primeros años
Swann nació y se crio en Baltimore, Maryland. Cuando tenía 14 años, su padre fue asesinado y su madre murió un par de años más tarde, después de lo cual Swann cayó en una depresión y comenzó a consumir cocaína. Sin embargo, después de que su proveedor muriera de un ataque al corazón, Swann, con la ayuda de su tía, dejó de consumir cocaína, consiguió un apartamento y terminó la escuela secundaria.

## Carrera

### Primeros años
Comenzó a practicar wrestling en 2005 a los 14 años, en York, Pennsylvania,  junto con Adam Flash, Darren Wyse y Ray Alexander. Debutó en 2008, con los nombres de Rich Money y El Negro Mysterio. Swann se influenció de los luchadores Psicosis, Eddie Guerrero, Chavo Guerrero, Rey Mysterio, Rob Van Dam, Jerry Lynn, Super Crazy y The Hardy Boyz.

### Combat Zone Wrestling (2009-2013)
En 2009, Swann comenzó a entrenar junto con DJ Hyde, Drew Gulak, Ruckus y Sabian en CZW, en la escuela de formación e hizo su debut para la promoción el 9 de mayo de 2009, en un dark match, donde fue derrotado por Sabian. Swann hizo su debut en el roster principal el 13 de junio con una victoria sobre Chris Halo. El 10 de octubre, Swann entró en un torneo para determinar el inaugural CZW Wired TV Championship . Después de una victoria sobre Joe Gacy, fue eliminado por Adam Cole en la segunda ronda el 14 de noviembre. El 30 de enero de 2010, Swann formó el equipo  "Irish Driveby" con Ryan McBride, tras derrotar a Spanish Armada (Alex Colón y LJ Cruz) en su primer combate juntos. Después de una victoria sobre el Switchbalze Conspiration (Joe Gacy y Sami Callihan) el 13 de febrero. Swann y McBride tuvieron una oportunidad por los Campeonatos en Pareja de CZW el 13 de marzo, pero fueron derrotados por Best Around (Bruce Maxwell y TJ Cannon). Posteriormente, derrotaron a equipos como Notorious Inc. (Devon Moore y Drew Blood), The Garden State Gods (Corvis the Fear y Myke the Quest), The Garden State Gods (Corvis Fear and Myke Quest), y Team Macktion (Kirby Mack y Mack TJ). El 7 de agosto, Swann desafió sin éxito a Drew Gulak para el CZW Wired TV Championship. El 10 de septiembre, Swann y McBride entraron en un torneo para determinar a los nuevos Campeones Mundiales por Parejas de la CZW, derrotando al equipo Macktion en la primera ronda. Sin embargo, el 13 de noviembre, fueron eliminados del torneo en las semifinales por Phyllip´s Most Wanted (Blk Jeez y Joker). El 7 de enero de 2011, fueron derrotados por los Runaways (Joe Gacy y Ryan Slater) en la que fue su última lucha como equipo.

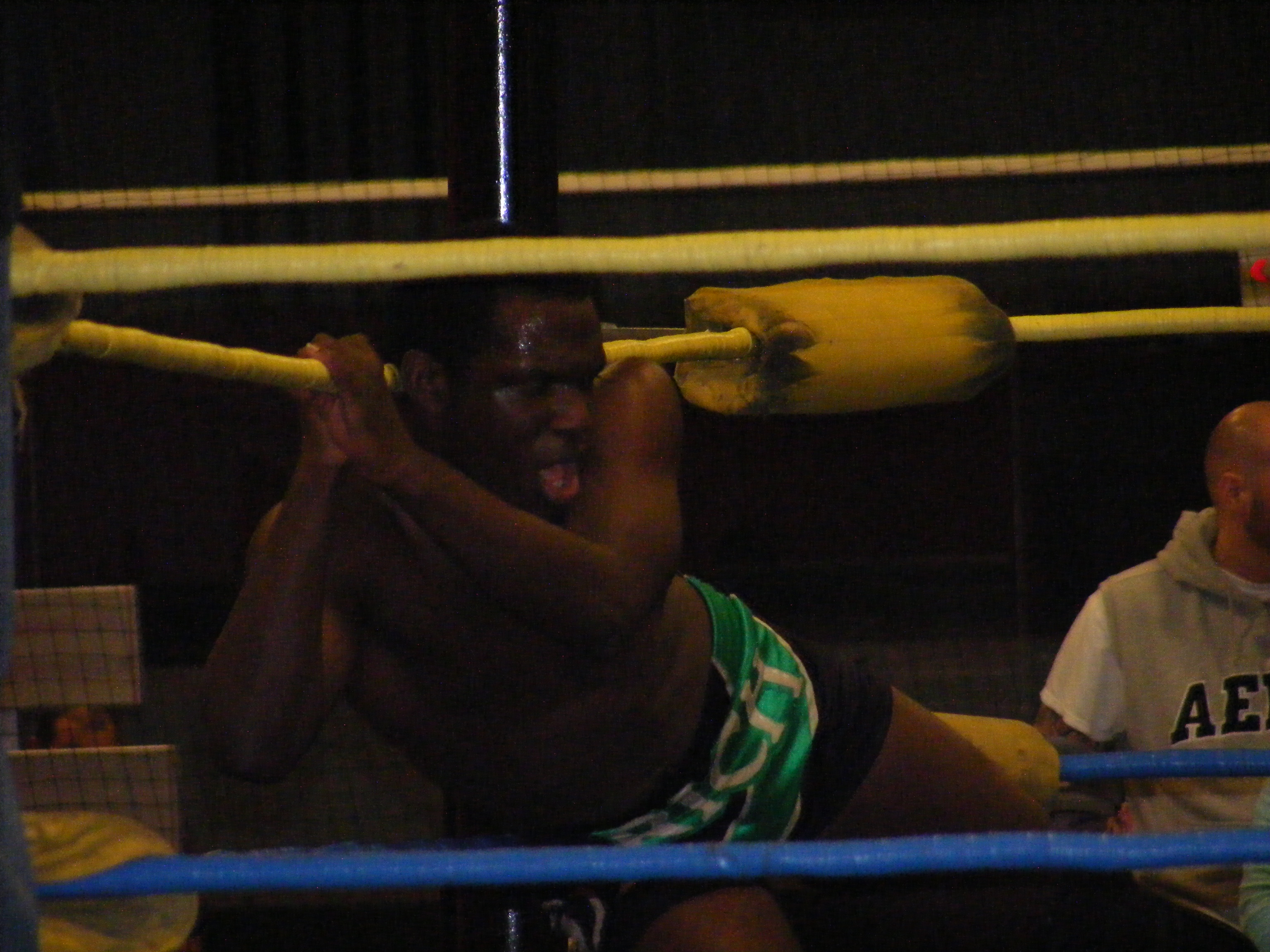
Swann en un CZW show en octubre de 2010

Luego de 2 veces sin poder clasificarse para el torneo Best of the Best X, desafió sin éxito a Adam Cole por el Campeonato Mundial de la CZW. El 14 de mayo de 2011 fue derrotado por Alex Colón. Después del combate, Robbie Mireno, Ruckus y Chrissy Rivera entraron en el ring y anunciaron que estaban reformando Blackout, ofreciéndoles lugar a Swann y Colón en el stable, ambos aceptando. Con sus nuevos compañeros, Swann formó una versión nueva, emocionante y popular de uno de los grupos más exitosos de CZW. Swann regresó a la promoción el 12 de noviembre, cuando él, Colón y Ruckus derrotaron a Alex Payne, Joe Gacy y Ryan Slater. El 14 de enero de 2012, Swann recibió otra oportunidad por el Campeonato Mundial de peso pesado junior CZW, pero no pudo destronar a Sami Callihan. Durante 2012, Swann comenzó a pasar cada vez más tiempo en Japón, debido a lo cual apenas tuvo participación con el equipo Blackout. Alex Colón y Chrissy Rivera abandonaron Blackout para formar el nuevo stable 4Loco. Después de otro descanso de siete meses en CZW, Swann volvió a la promoción el 11 de agosto, perdiendo ante el recién llegado Shane Strickland. En su revancha contra Strickland, volvió a ser derrotado. Tras el combate, Swann atacó a su rival.

### WWE (2015-2018)

#### NXT Wrestling (2015-2016)
Después de un show de Evolve en 2014, el rapero Wale envió un tuit, diciendo que Swann y Uhaa Nation necesitaban estar en la WWE, llamándolos "el futuro del negocio". Esto consiguió la atención de Mark Henry, quien arregló un tryout de WWE para Swann en septiembre de 2014. Un año más tarde, se informó que Swann había firmado un contrato de desarrollo con la promoción y sería enviado a su territorio en desarrollo de NXT al mes siguiente. WWE anunció oficialmente la firma de Swann a NXT el 28 de octubre. Swann hizo su debut de NXT en un House Show el 30 de octubre, luchando en una batalla real , que fue ganada por Bayley. Swann hizo su debut en otro House Show de NXT el 20 de noviembre, perdiendo ante Riddick Moss. Hizo su debut televisivo en el episodio del 20 de enero de 2016 de NXT, perdiendo ante Baron Corbin. En el episodio del 23 de marzo de NXT, Swann fue derrotado por el entonces campeón de NXT Finn Bálor.
El 13 de octubre, regresó a NXT formando equipo con No Way José entrando así al torneo Dusty Rhodes Tag Team Classic, derrotando a Drew Gulak y Tony Nese en la primera ronda. Posteriormente, fueron eliminados del torneo el 28 de octubre por The Authors of Pain (Akam) y Rezar).

#### Cruiserweight Classic (2016)
El 13 de junio, Swann fue anunciado como participante del torneo peso crucero de WWE: WWE Cruiserweight Classic. El torneo comenzó el 23 de junio con Swann derrotando a Jason Lee en su combate de la primera ronda. El 14 de julio, Swann derrotó a Lince Dorado en su combate de la segunda ronda. El 26 de agosto, Swann fue eliminado del torneo en los cuartos de final por T.J. Perkins. Tras esto, se anunció que Swann sería parte de la división crucero de WWE.

#### 205 Live (2016-2018)
El 22 de agosto en Raw, Swann fue anunciado como parte de la próxima división de peso crucero. El 19 de septiembre en Raw, debutó luchando contra Brian Kendrick, Cedric Alexander y Gran Metalik en un Fatal 4-way Match,. El 21 de noviembre en Raw, Swann derrotó a Noam Dar y T.J. Perkins para convertirse en el retador #1 por el Campeonato Crucero de WWE. El 29 de noviembre en 205 Live, derrotó a Kendrick, ganando así el Campeonato Crucero de WWE. En el Raw del 5 de diciembre derrotó a T.J. Perkins. En el segundo episodio de 205 Live volvió a derrotar a Kendrick para mantener el título Crucero. El 18 de diciembre en Roadblock: End of the Line, Swann retuvo el título en un combate de triple amenaza contra Kendrick y Perkins. Después del combate, Swann y Perkins fueron atacados por un Neville que regresaba. El 29 de enero de 2017, Swann perdió el Campeonato Crucero de WWE ante Neville en Royal Rumble. Luego de recuperarse de una lesión menor, Swann recibió su revancha por el título contra Neville el 6 de marzo en Raw, pero nuevamente fue derrotado. El 14 de marzo en 205 Live Swann y Jack Gallagher fueron derrotados por Ariya Daivari y Noam Dar. En el episodio de 205 en vivo del 4 de abril Swann derrotó a Oney Lorcan (atleta de NXT). El 11 de abril, Swann derrotó al jobber Johnny Ocean. En el episodio de 205 Live del 25 de abril Swann y Akira Tozawa derrotaron a Brian Kendrick y a Noam Dar. En el episodio de Raw del 1 de mayo Swann, Akira Tozawa y Jack Gallagher derrotaron a Brian Kendrick, Noam Dar y Tony Nese. En el episodio de 205 Live del 2 de mayo, Swann fue derrotado por Noam Dar. El 18 de mayo en Main Event Swann derrotó a Ariya Daivari. El 19 de mayo, durante el evento de WWE UK special, Swann y Dan Moloney fueron derrotados por The Brian Kendrick Y TJ Perkins. En el episodio de 205 Live del 23 de mayo Swann derrotó a Ariya Daivari pero al final fue atacado por Noam Dar. En el episodio de Raw del 29 de mayo, Swann derrotó a Noam Dar. En el episodio de 205 Live del 30 de mayo Swann fue derrotado por Noam Dar. El 4 de junio, en Extreme Rules, Swann y Sasha Banks derrotaron a Noam Dar y Alicia Fox en una lucha de equipo mixto. En el episodio de 205 Live del 20 de junio Swann fue derrotado por Neville en una lucha no titular. El 4 de julio, Swann derrotó a TJP. El 7 de julio en Main Event, Swann derrotó a Ariya Daivari. El 11 de julio, Swann derrotó al jobber Mario Connors. El 25 de julio, Swann y Cedric Alexander fueron derrotados por TJP y Tony Nese. En el episodio de Raw del 31 de julio Swann, Cedric Alexander y Akira Tozawa derrotaron a Ariya Daivari, TJP y Tony Nese. En el episodio de 205 Live del 8 de agosto Swann fue derrotado por TJP. En el episodio de Raw del 21 de agosto Swann, Cedric Alexander, Gran Metalik y Mustafa Ali derrotaron a Ariya Daivari, Drew Gulak, Noam Dar y Tony Nese. En el episodio de 205 Live del 29 de agosto Swann derrotó a Ariya Daivari gracias a la distracción de TJP. El 12 de septiembre, Swann derrotó a TJP. En el episodio de 205 Live del 19 de septiembre Swann se suponía que se enfrentaba a Lince Dorado pero ambos fueron atacados por TJP. El 5 de octubre en Main Event Swann y Lince Dorado derrotaron a Noam Dar y Tony Nese. En el episodio  de 205 Live del 10 de octubre Swann derrotó a TJP en un 2-Out-of-3 falls match. En el episodio de 205 Live del 17 de octubre Swann derrotó Jack Gallagher por descalificación debido a la intervención de The Brian Kendrick. El 22 de octubre, en TLC: Tables, Ladders & Chairs, Swann y Cedric Alexander derrotaron a Brian Kendrick y Jack Gallagher. En el episodio de Raw del 23 de octubre Swann, Cedric Alexander, Gran Metalik, Kalisto y Mustafa Ali derrotaron a Enzo Amore, Ariya Daivari, Drew Gulak, Noam Dar y Tony Nese. En el episodio de 205 Live del 24 de octubre Swann y Cedric Alexander derrotaron a Noam Dar y Tony Nese. El 31 de octubre, Swann, vestido de payaso, derrotó a Brian Kendrick. En el episodio de 205 Live del 14 de noviembre Swann y Cedric Alexander derrotaron a Brian Kendrick y Jack Gallagher en un Tornado Tag Team Match. En el episodio de Raw del 20 de noviembre Swann, Akira Tozawa, Cedric Alexander y Mustafa Ali derrotaron a Ariya Daivari, Drew Gulak, Noam Dar y Tony Nese. En el episodio de 205 Live del 21 de noviembre Swann y Cedric Alexander derrotaron a Ariya Daivari y Noam Dar. En el episodio de Raw del 27 de noviembre Swann derrotó a Akira Tozawa, Ariya Daivari y Noam Dar en un Fatal 4-Way Match para determinar uno de los dos desafíos que se serían para determinar el nuevo contendiente n° 1 al Campeonato Crucero de Enzo Amore. En el episodio de 205 Live del 28 de noviembre Swann derrotó a Noam Dar. En el episodio de 205 Live el 5 de diciembre, Swann derrotó a Tony Nese.
El 10 de diciembre, Swann fue suspendido de la WWE tras haber sido acusado de violencia doméstica y secuestro a su esposa. Por lo tanto, Swann tuvo que renunciar a su oportunidad por el campeonato.
El 15 de febrero de 2018, la WWE lo liberó de su contrato.

### Circuito independiente (2018-presente)
Tras su partida de la WWE, el regreso de Swann al circuito independiente fue confirmado por la promoción mexicana The Crash el 17 de marzo en Tijuana, México. También se anunció que haría apariciones tanto para la promoción House of Hardcore como para Southside Wrestling Entertainment del Reino Unido .
El 8 de marzo de 2018, Swann anunció que ya no recibiría reservas y que se retiraría de la competición dentro del ring después de terminar los compromisos que aceptó antes de anunciar su retiro, y declaró "Después de todas las reservas [que he tomado], [ Estoy] muy asustado de subir al ring, pero no puedo esperar. Pero después de que [terminen], me retiraré. Gracias por correr el riesgo de mi nombre [...] Maldita sea, perdí el trabajo de mis sueños. Bueno, a pesar de ello [voy a] volar como loco, no puedo esperar a luchar otra vez".
El 14 de abril, Swann regresó sorpresivamente a CZW, y se anunció como el participante final en Mejor de los Mejores 17.

### Major League Wrestling (2018-2019)
El 2 de junio de 2018, Swann hizo su debut en Major League Wrestling (MLW) derrotando a Kotto Brasil . El 30 de junio, fue derrotado por ACH, luego de que comenzó a asociarse con ACH en el programa. El 7 de julio, Swann y ACH derrotaron al Equipo Filthy ( Simon Gotch y Tom Lawlor ). Los dos posteriormente tendrían un feudo con la Fundación Hart ( Brian Pillman Jr. , Teddy Hart y Davey Boy Smith Jr. ), pero serían derrotados en todos sus combates. El 25 de agosto, ACH y Swann se enfrentaron a la Lucha Bros. por los Campeonatos por Equipos de la MLW, sin éxito. ACH dejaría de aparecer para la promoción en septiembre de 2018, poniendo fin a su equipo. El 15 de diciembre, Swann volvería a luchar individualmente, perdiendo ante Rush . El 12 de enero de 2019, Swann fue derrotado por Dragon Lee , en un combate en el que luchó como rudo. Sin embargo, al final del partido, estrechó la mano de Lee. El 17 de febrero, Swann perdería ante el debutante Ace Austin . Después del combate, Swann atacaría al árbitro, al comentarista Rich Bocchini y al anunciador del ring consolidando su cambio a rudo en el proceso. La semana siguiente derrotó a Lance Anoa'i en un combate individual. 

### Impact Wrestling (2018-presente)
El 15 de mayo de 2018, Impact Wrestling anunció en Twitter que Swann debutaría en sus grabaciones de televisión del 1 y 2 de junio. Ganó el Impact X Division Championship en Homecoming ante Jake Crist, Trey y Ethan Page en un Ultimate X Match.

### Lucha Libre AAA Worldwide (2018)
Swann hizo su debut en AAA, teniendo una lucha en Triplemanía XXVI por el Megacampeonato de AAA donde se enfrentó a Brian Cage, Jeff Jarrett y a Fénix . Este último fue el ganador y se convirtió en el nuevo megacampeón.

## Vida personal
Swann vive en Orlando, Florida . Se casó con la que había sido su novia durante cinco años, Vannarah Riggs, una luchadora profesional más conocida como Su Yung, en marzo de 2017. 

### Arresto por violencia doméstica
El 10 de diciembre de 2017, Swann fue arrestado en Gainesville, Florida por cargos de agresión y secuestro / detención. La víctima fue identificada como su esposa. Según el informe policial, Swann y Riggs habían tenido una discusión debido a que Swann criticó la actuación de Riggs en un show esa misma noche. Cuando Riggs intentó alejarse de Swann, los testigos afirman que la agarró por la cabeza y la arrastró de vuelta a su automóvil.
Debido al incidente, WWE haciendo uso de sus políticas en contra de la violencia doméstica, suspendió a Swann indefinidamente hasta que su situación fuese aclarada. 
El 25 de enero de 2018, un juez declaró inocente a Rich Swann de las acusaciones de violencia doméstica en su contra.

## En Lucha
- Movimientos Finales
  - Como Rich Swann

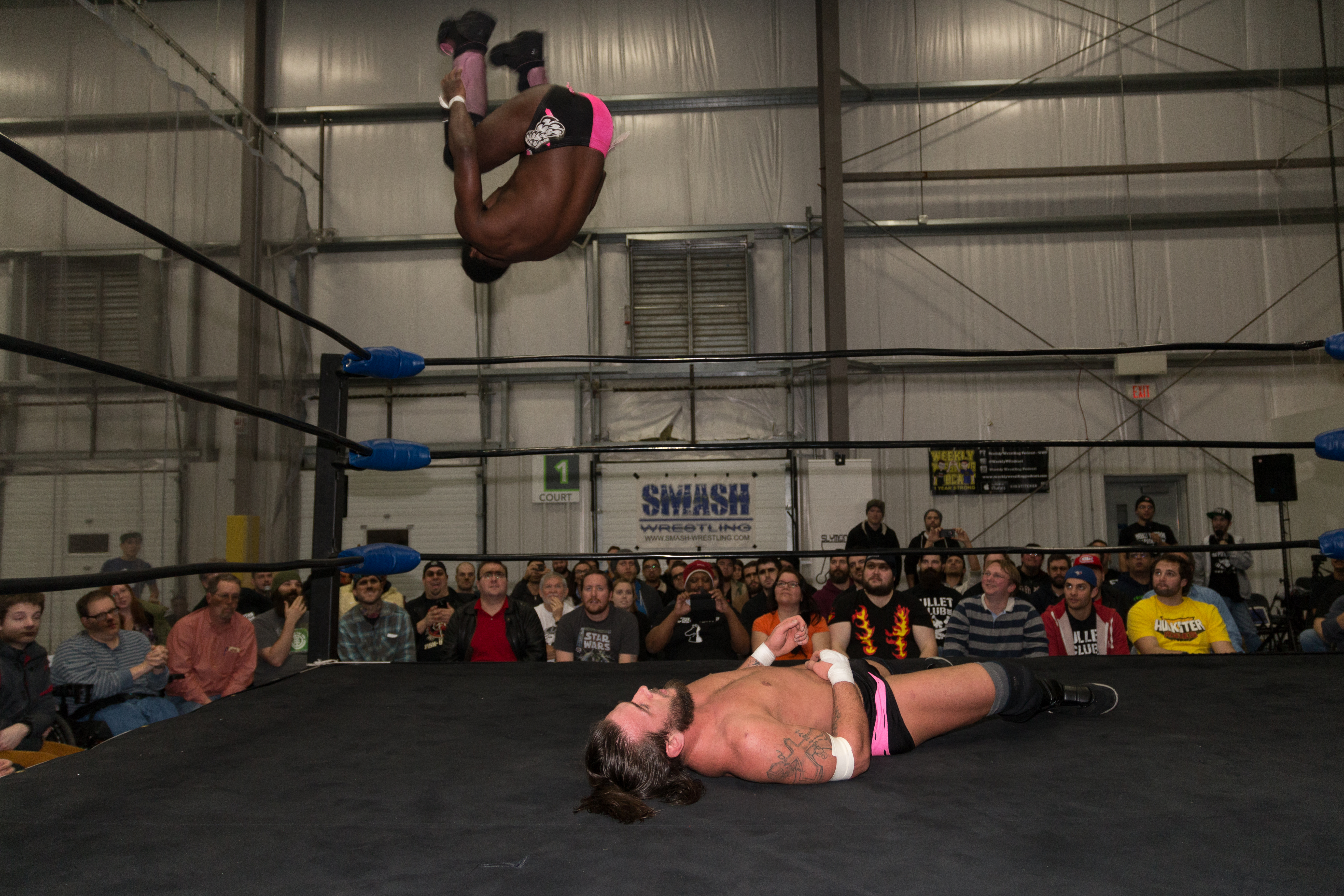
Swann haciendo un 450° splash en JT Dunn

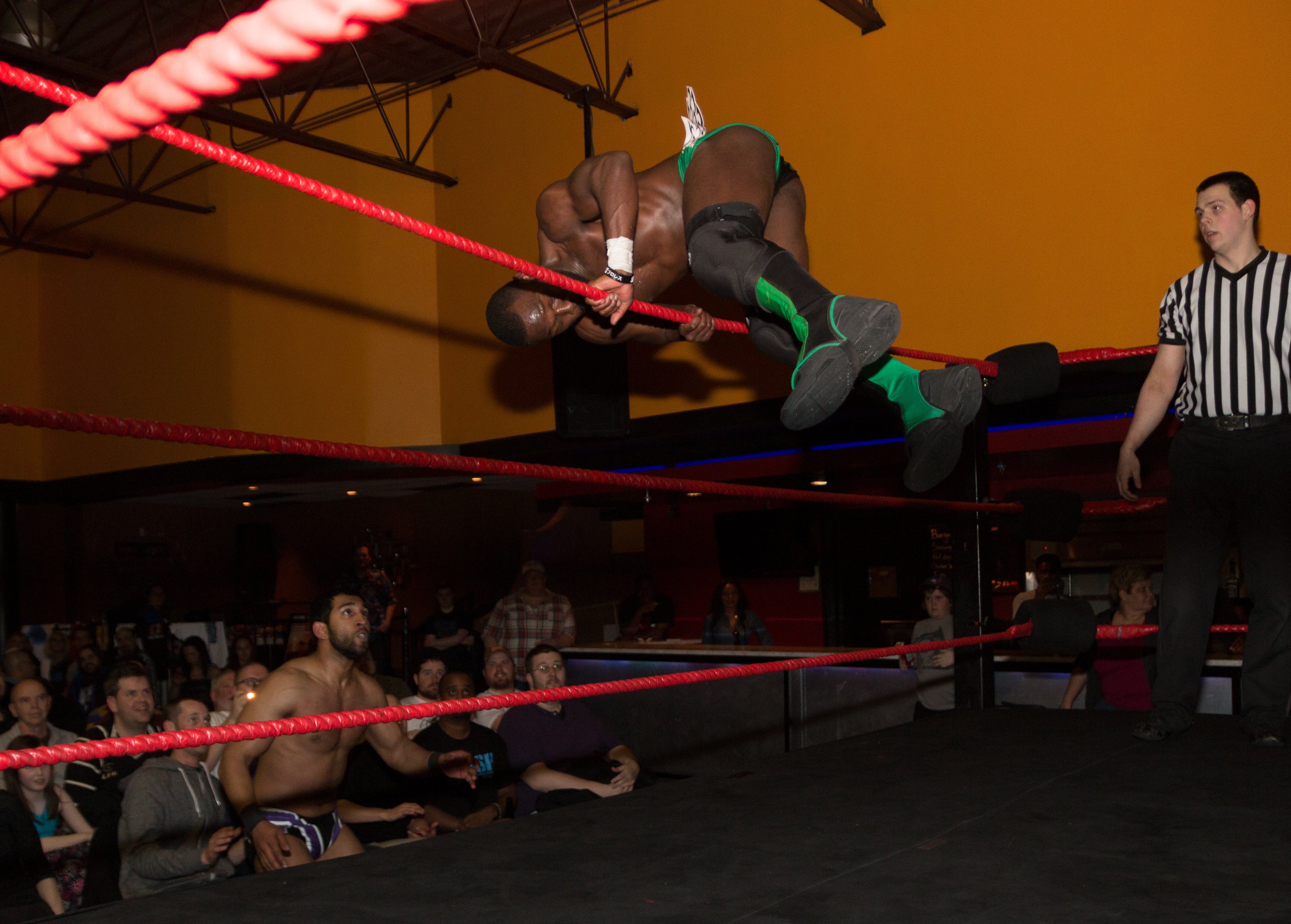
Swann saltando sobre la cuerda superior sobre Alex Vega

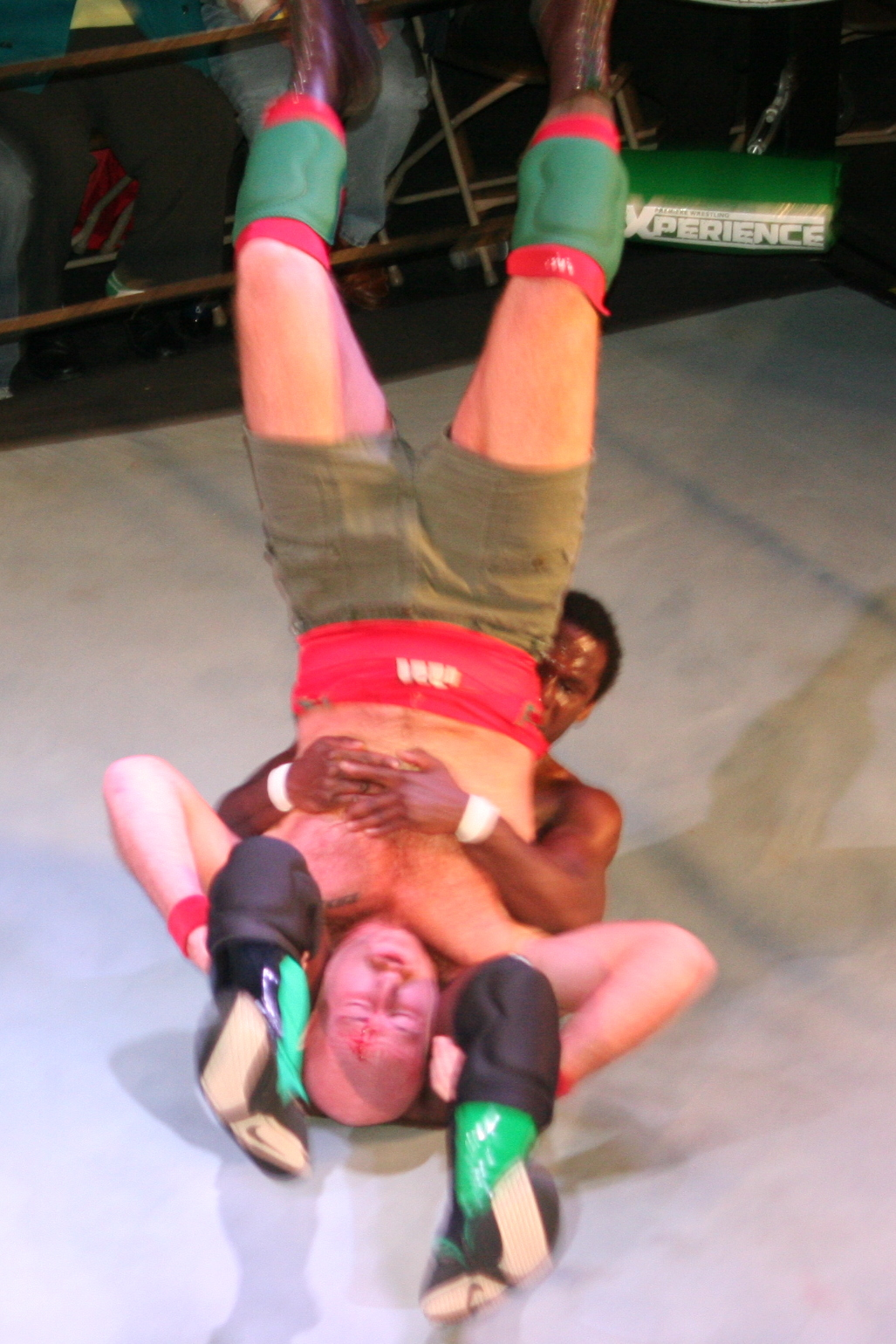
Swann haciendo una piledriver en Jake Manning

    - Chicken Fried Driver (Spinning vertical suplex piledriver)[3][8] – Circuito Independiente
    - Five Star Swann Splash[7][8] (Frog splash)
    - Fantastic Voyage (Cradle sitout suplex slam) (WWE)
    - The Rich Kick[6] / Standing 450° splash,[3][5][7][8] algunas veces imploding[8]
    - Spinning hook kick[47][48] (WWE)

  - Como Swann Hansen
    - Western Lariat (Lariat) – parodiado de Stan Hansen
- Movimientos En Firma
  - Backflip Nika Kick (Backflip kick)[3]
  - Handspring cutter[49][50][51]
  - Leap from Swann Pond (Rolling thunder into a standing frog splash)[2][3][52]
  - Standing Shooting-Swann Press (Standing shooting star press)[3]
  - Standing top rope hurricanrana[53][54][55]
  - Swannaca-rana (Hurricanrana)[3]
  - Tornado Spin Kick[8] (540 kick)[7]
- Apodos
  - "Mr. Standing 450"[3]
- Temas de Entrada
  - "Fight Like This" por Decyfer Down[6] (CZW)
  - "I'm on a Boat" por The Lonely Island[3] (CZW)
  - "Ronin Baby!" por Rich Swann[56] (DG / DGUSA)
  - "Junction, Baby!" por Rich Swann[2] (DG / DGUSA)
  - "World-1 Baby!" por Rich Swann[57] (DG / DGUSA)
  - "All Night Long (All Night)" por Lionel Richie[58] (DG / DGUSA / PWG)
  - "Around the World" por CFO$[59] (NXT/WWE; 20 de enero de 2016–presente)

## Campeonatos y logros
- Combat Zone Wrestling

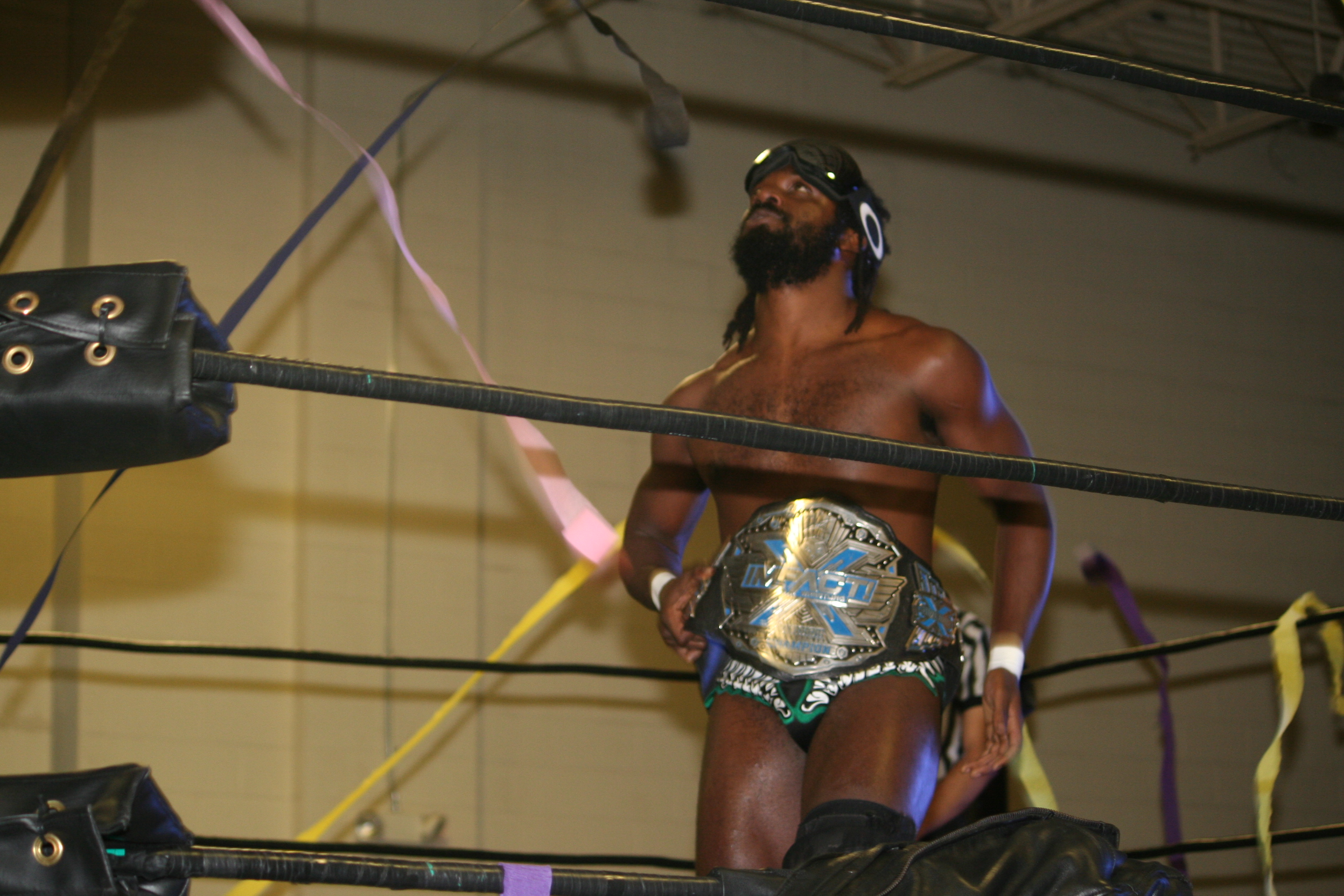
Swann como Campeón de la División X de Impact.

  - CZW World Heavyweight Championship (1 vez, actual)

- Dragon Gate
  - Open the Owarai Gate Championship (1 vez)
  - Open the Triangle Gate Championship (1 vez) – con Naruki Doi y Shachihoko Boy

- Evolve Wrestling
  - Open the United Gate Championship (1 vez) – con Johnny Gargano

- Full Impact Pro
  - FIP World Heavyweight Championship (2 veces)
  - FIP Tag Team Championship (1 vez) – con Roderick Strong
  - Florida Rumble (2014) – con Caleb Konley[60]

- Impact Wrestling
  - TNA World Heavyweight Championship (1 vez, último)
  - Impact World Championship (1 vez)
  - Impact X Division Championship (1 vez)
  - Impact Digital Media Championship (1 vez, actual)
  - IMPACT Year End Awards (2 veces)
    - X Division Star of the Year (2019)[61]
    - Match of the Year (2020) vs. Eddie Edwards vs. Ace Austin vs. Trey vs. Eric Young at Slammiversary[62]

- NWA Florida Underground Wrestling/NWA Signature Pro
  - FUW Flash Championship (1 vez)

- Real Championship Wrestling
  - RCW Cruiserweight Championship (1 vez)

- Revolution Pro Wrestling
  - Undisputed British Tag Team Championship (1 vez) – con Ricochet

- SoCal Uncensored
  - Match of the Year (2013) con Ricochet vs. DojoBros (Eddie Edwards y Roderick Strong) y The Young Bucks (Matt Jackson y Nick Jackson) on August 9[63]

- World Wrestling Entertainment/WWE
  - WWE Cruiserweight Championship (1 vez)[64]

- Pro Wrestling Illustrated
  - Situado en el Nº298 en los PWI 500 de 2011[65]
  - Situado en el Nº276 en los PWI 500 de 2012[66]
  - Situado en el Nº339 en los PWI 500 de 2013[67]
  - Situado en el Nº133 en los PWI 500 de 2014[68]
  - Situado en el Nº119 en los PWI 500 de 2015[69]
  - Situado en el Nº136 en los PWI 500 de 2016[70]
  - Situado en el Nº56 en los PWI 500 de 2017[71]